# بانک اندونزی
بانک اندونزی (انگلیسی: Bank Indonesia) بانک مرکزی اندونزی است، که در سال ۱۹۵۳ توسط دوات اندونزی تأسیس شد.